# Bintje

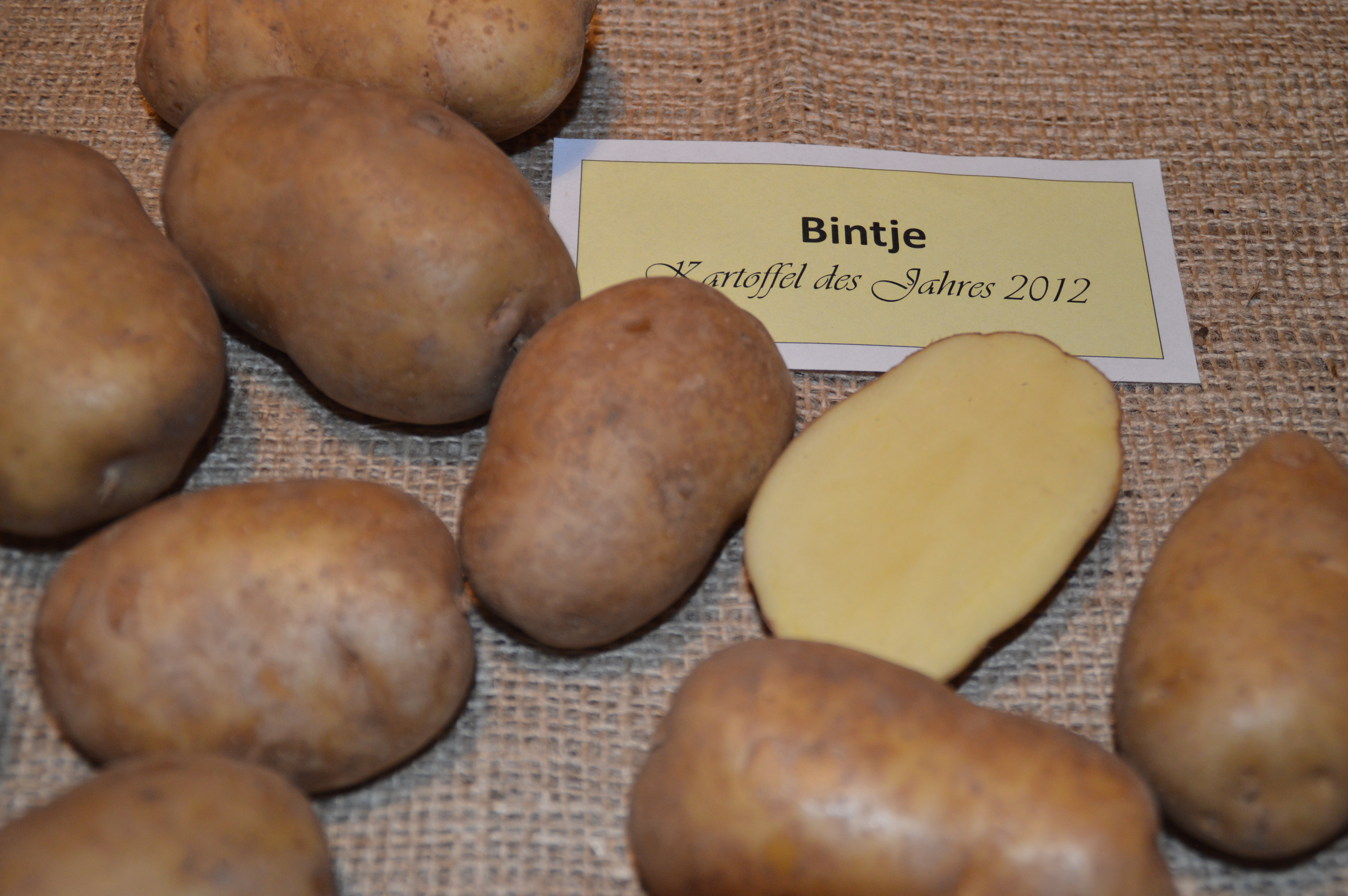
Bintje

Bintje är en svagt mjölig matpotatissort framodlad av nederländaren Kornelis Lieuwes de Vries. Han var folkskollärare i byn Suameer i Friesland och experimenterade med olika potatissorter. När han 1905 lyckats framställa vad han betraktade som den perfekta potatisen, namngav han den efter den flitigaste flickan i klassen: Bintje Jansma (1888-1976). Sorten kom i handeln 1910 och blev mycket framgångsrik
Bintje har odlats i Sverige sedan början av 1940-talet och är en av Sveriges mest odlade potatissorter. Bintje är känslig mot sjukdomar.